# فنسنت غريغوري
فنسنت غريغوري (بالإنجليزية: Vincent Gregory)‏ هو سياسي أمريكي، ولد في 20 يوليو 1948 في ديترويت في الولايات المتحدة. حزبياً، نشط في الحزب الديمقراطي. وقد انتخب عضو مجلس ولاية ميشيغان وانتخب عضو مجلس نواب ميشيغان ‏.